# Conus tisii
Espèce
Statut de conservation UICN

 LC  : Préoccupation mineure
Conus tisii est une espèce de mollusques gastéropodes marins de la famille des Conidae.
Comme toutes les espèces du genre Conus, ces escargots sont prédateurs et venimeux. Ils sont capables de « piquer » les humains et doivent donc être manipulés avec précaution, voire pas du tout.

## Description
La taille de la coquille varie entre 40 mm et 150 mm.

## Distribution
Cette espèce marine est présente au large des Philippines et de Taiwan.

### Niveau de risque d’extinction de l’espèce
Selon l'analyse de l'UICN réalisée en 2011 pour la définition du niveau de risque d'extinction, cette espèce est présente au large de Taiwan et de l'île de Mindanao au sud des Philippines. Cette espèce est rare dans les eaux profondes des Philippines, mais elle est commune à Taiwan. Il n'y a pas de menaces majeures connues pour cette espèce. Elle est classée dans la catégorie " préoccupation mineure ".

## Taxonomie

### Publication originale
L'espèce Conus tisii a été décrite pour la première fois en 1978 par le malacologue taïwanais Tzu Chiao Lan (d) ,.

### Synonymes
- Asprella tisii (T. C. Lan, 1978) · non accepté
- Conus (Embrikena) tisii T. C. Lan, 1978 · appellation alternative
- Conus (Rhizoconus) tisii T. C. Lan, 1978 · appellation alternative
- Embrikena tisii (T. C. Lan, 1978) · non accepté